# Syneuodynerus
Syneuodynerus (лат.) — род одиночных ос (Eumeninae).

## Описание
От близких родов ос отличается следующими признаками: метанотум округлен в боковом виде; дорсальные проподеальные кили достигают скутеллюма; верх проподеума с килями. Задняя граница тергита I полупрозрачная. Метанотум без боковых зубцов. Тегулы сужаются кзади, достигая заднего конца паратегул. Пронотум шире длины в дорсальном виде; тергит I длиннее ширины в дорсальном виде; задний конец тергита II с неглубокой впадиной. Тергит I более чем в 0,5 раза шире тергита II в дорсальном виде. Средние голени с одной шпорой. Переднее крыло с первой и второй возвратными жилками, исходящими в субмаргинальной ячейке II.

## Классификация
В мировой фауне известно около 15 видов и более 30 подвидов. Афротропика (1 вид). Австралия и Палеарктика.
- Syneuodynerus aurantiacus  Giordani Soika, 1993
- Syneuodynerus aurantiopilosellus  (Giordani Soika, 1962)
- Syneuodynerus cylindrellus  Giordani Soika, 1993
- Syneuodynerus egregius Gusenleitner 1970
- Syneuodynerus erichi Gusenleitner 1967
- Syneuodynerus fouadi  (Giordani Soika, 1939)
- Syneuodynerus gebi Gusenleitner 1970
- Syneuodynerus insolitus Gusenleitner 1994
- Syneuodynerus longebispinosus  (Giordani Soika, 1962)
- Syneuodynerus occidentatus  (Giordani Soika, 1962)
- Syneuodynerus siamesicus  Gusenleitner, 1996
- Syneuodynerus siegberti  Gusenleitner
- Syneuodynerus unimaculatus  (Maidl)
- Syneuodynerus zavattarianus  (Giordani Soika, 1944)